# Вила Роза (Катанцаро)
Вила Роза је насеље у Италији у округу Катанцаро, региону Калабрија.
Према процени из 2011. у насељу је живело 3 становника. Насеље се налази на надморској висини од 1023 м.